# Vado Football Club 1921-1922
Questa voce raccoglie le informazioni riguardanti il Vado Football Club nelle competizioni ufficiali della stagione 1921-1922.

## Divise
La maglia per le partite casalinghe presentava i colori rossoblu.

## Organigramma societario
Area direttiva
- Presidente: Giovanni Ferrando
- Segretario: Stanzani
- Dirigenti: Morixe, Repetto, Pesaro, Fusconi

Area tecnica
- Allenatore:

## Rosa
| N. |                   | Ruolo | Calciatore                     |
| -- | ----------------- | ----- | ------------------------------ |
|    | Italia (bandiera) | P     | Achille Babboni (I)            |
|    | Italia (bandiera) | D     | Lino Babboni (III)             |
|    | Italia (bandiera) | D     | Antonio Cabiati                |
|    | Italia (bandiera) | D     | Masio                          |
|    | Italia (bandiera) | D     | Negro                          |
|    | Italia (bandiera) | D     | Raimondi                       |
|    | Italia (bandiera) | C     | Giovanni Battista Babboni (II) |

| N. |                   | Ruolo | Calciatore               |
| -- | ----------------- | ----- | ------------------------ |
|    | Italia (bandiera) | C     | Giacomo Narizzano        |
|    | Italia (bandiera) | C     | Roletti                  |
|    | Italia (bandiera) | C     | Enrico Romano (capitano) |
|    | Italia (bandiera) | A     | Esposto                  |
|    | Italia (bandiera) | A     | Virgilio Felice Levratto |
|    | Italia (bandiera) | A     | Marchese                 |

## Risultati

### Coppa Italia

#### Primo turno
| Vado Ligure 2 aprile 1922 Primo turno                                             | Vado      | 4 – 3 (d.t.s.) | Fiorente | Campo di Leo |
| \| \| \| \| \| Marchese 10’ Babboni II 37’ Levratto 56’, 93’ \| Marcatori \| ? \| |           |                |          |              |
|                                                                                   |           |                |          |              |
| Marchese 10’ Babboni II 37’ Levratto 56’, 93’                                     | Marcatori | ?              |          |              |

#### Secondo turno
| Vado Ligure 9 aprile 1922 Terzo turno                                                   | Vado      | 5 – 1 | Molassana | Campo di Leo |
| \| \| \| \| \| Marchese 7’ Levratto 23’, 45’ Negro 26’ Roletti 42’ \| Marcatori \| ? \| |           |       |           |              |
|                                                                                         |           |       |           |              |
| Marchese 7’ Levratto 23’, 45’ Negro 26’ Roletti 42’                                     | Marcatori | ?     |           |              |

#### Terzo turno
| Vado Ligure 23 aprile 1922 Secondo turno          | Vado      | 2 – 0 | Juventus Italia | Campo di Leo |
| \| \| \| \| \| Romano 84’, 88’ \| Marcatori \| \| |           |       |                 |              |
|                                                   |           |       |                 |              |
| Romano 84’, 88’                                   | Marcatori |       |                 |              |

#### Quarti di finale
| Livorno 18 giugno 1922 Quarti di finale        | Pro Livorno | 0 – 1        | Vado |  |
| \| \| \| \| \| \| Marcatori \| 75’ Marchese \| |             |              |      |  |
|                                                |             |              |      |  |
|                                                | Marcatori   | 75’ Marchese |      |  |

#### Semifinale
| Vado Ligure 25 giugno 1922 Semifinale          | Vado      | 1 – 0 (d.t.s.) | Libertas Firenze | Campo di Leo |
| \| \| \| \| \| Roletti 116’ \| Marcatori \| \| |           |                |                  |              |
|                                                |           |                |                  |              |
| Roletti 116’                                   | Marcatori |                |                  |              |

#### Finale
| Vado Ligure 16 luglio 1922 Finale               | Vado      | 1 – 0 (d.t.s.) | Udinese | Campo di Leo |
| \| \| \| \| \| Levratto 118’ \| Marcatori \| \| |           |                |         |              |
|                                                 |           |                |         |              |
| Levratto 118’                                   | Marcatori |                |         |              |